# تأثیر فراگیر (بازی ویدئویی)
تأثیر فراگیر یا اثر جرمی (به انگلیسی: Mass Effect) یک بازی ویدئویی به سبک نقش‌آفرینی اکشن با دید سوم شخص است که توسط شرکت بایوور ساخته شده و به‌وسیلهٔ استودیو مایکروسافت در سال ۲۰۰۷ برای کنسول ایکس‌باکس ۳۶۰ منتشر شده‌است. نسخه مایکروسافت ویندوز بازی نیز توسط استودیوی دمورگ و به‌وسیلهٔ شرکت الکترونیک آرتس در سال ۲۰۰۸ منتشر شده‌است. همچنین نسخه پلی‌استیشن ۳ بازی هم در سه‌گانه تأثیر فراگیر و هم از طریق شبکه پلی‌استیشن از دسامبر ۲۰۱۲ در دسترس قرار گرفت.
داستان بازی در سال ۲۱۸۳ اتفاق می‌افتد، جایی که بازیکن کنترل یک سرباز زبده به نام کامندر شپرد را بدست می‌گیرد و وظیفه اکتشاف در کهکشان راه شیری به وسیلهٔ یک سفینه فضایی به نام اس‌اس‌وی نورمندی را به عهده دارد. تأثیر فراگیر اولین قسمت در مجموعه بازی‌های تأثیر فراگیر است، دنباله بازی با نام تأثیر فراگیر ۲ در ۲۶ ژانویه ۲۰۱۰ منتشر شده و داستان آن دو سال بعد از نسخه اول اتفاق می‌افتد. در تأثیر فراگیر ۲ با اجرای پوشه ذخیره، تصمیماتی که بازیکن در نسخه نخست گرفته‌است بر داستان نسخه دوم نیز تأثیر خواهند گذاشت. نسخه سوم و آخرین قسمت در این سه‌گانه نیز در نوامبر ۲۰۱۲ منتشر شده‌است. در سال ۲۰۲۱، تأثیر فراگیر به عنوان بخشی از عنوان تأثیر فراگیر: نسخه اسطوره‌ای بازسازی شد.